# Бон, Клеман
Клеман Бон (фр. Clément Beaune; род. 14 августа 1981, Париж) — французский политик, министр-делегат транспорта (2022—2024).

## Биография
Родился 14 августа 1981 года в Париже, сын медсестры и профессора медицины. Окончил парижский Институт политических исследований и Колледж Европы в Брюгге, а в 2009 году — Национальную школу администрации.
В 2011 году начал карьеру в Бюджетном управлении Министерства финансов Франции с должности помощника начальника Отдела исследований и высшего образования, а позднее — помощника начальника Отдела финансового права. В 2012 году стал советником по бюджетным вопросам премьер-министра Жан-Марка Эро, в 2014 году короткое время работал во французском постоянном представительстве при Европейском союзе, а затем с 2014 по 2016 год отвечал за европейские дела в аппарате министра экономики Эмманюэля Макрона. В 2016 году стал помощником генерального директора компании ADP, а после победы Макрона на президентских выборах в 2017 году был назначен советником по связям с Европой и Большой двадцаткой в администрации президента.
26 июля 2020 года при формировании правительства Жана Кастекса назначен государственным секретарём по европейским делам.
В начале мая 2022 года осудил планы возможного неподчинения требованиям Евросоюза, заявленные в ходе парламентской предвыборной кампании левыми и зелёными партиям для тех случаев, когда общеевропейские нормы противоречат экологическим и социальным положениям партийных программ.
20 мая 2022 года назначен министром-делегатом по делам Европы при министре иностранных дел Катрин Колонна в первом правительстве Элизабет Борн.
19 июня 2022 года победил во втором туре парламентских выборов в 7-м избирательном округе Парижа, который включает 4-й, 11-й и 12-й административные округа, опередив с результатом 50,7 % голосов кандидатку от левого блока NUPES Каролин Мекари.
4 июля 2022 года было сформировано второе правительство Борн, в котором Бон назначен министром-делегатом транспорта при министре экологических преобразований и развития территорий Кристофе Бешю.
11 января 2024 года было сформировано правительство Атталя, в котором Клеман Бон не получил никакого назначения.